# Sin Jin-ho
Đây là một tên người Triều Tiên, họ là Shin.
Sin Jin-Ho (tiếng Hàn: 신진호; sinh ngày 7 tháng 9 năm 1988) là một cầu thủ bóng đá Hàn Quốc thi đấu cho FC Seoul ở vị trí tiền vệ.

## Thống kê sự nghiệp câu lạc bộ
Tính đến 1 tháng 7 năm 2014
| Thành tích câu lạc bộ | Thành tích câu lạc bộ | Thành tích câu lạc bộ               | Giải vô địch | Giải vô địch | Cúp               | Cúp               | Cúp Liên đoàn    | Cúp Liên đoàn    | Châu lục | Châu lục  | Tổng cộng | Tổng cộng |
| Mùa giải              | Câu lạc bộ            | Giải vô địch                        | Số trận      | Bàn thắng    | Số trận           | Bàn thắng         | Số trận          | Bàn thắng        | Số trận  | Bàn thắng | Số trận   | Bàn thắng |
| Hàn Quốc              | Hàn Quốc              | Hàn Quốc                            | Giải vô địch | Giải vô địch | Cúp KFA           | Cúp KFA           | Cúp Liên đoàn    | Cúp Liên đoàn    | Châu Á   | Châu Á    | Tổng cộng | Tổng cộng |
| --------------------- | --------------------- | ----------------------------------- | ------------ | ------------ | ----------------- | ----------------- | ---------------- | ---------------- | -------- | --------- | --------- | --------- |
| 2011                  | Pohang Steelers       | K League 1                          | 2            | 0            | 1                 | 0                 | 4                | 0                | -        | -         | 7         | 0         |
| 2012                  | Pohang Steelers       | K League 1                          | 23           | 1            | 4                 | 0                 | -                | -                | 3        | 0         | 30        | 1         |
| 2013                  | Pohang Steelers       | K League 1                          | 20           | 2            | 3                 | 0                 | -                | -                | 5        | 0         | 28        | 2         |
| Qatar                 | Qatar                 | Qatar                               | Giải vô địch | Giải vô địch | Emir of Qatar Cup | Emir of Qatar Cup | Qatari Stars Cup | Qatari Stars Cup | Châu Á   | Châu Á    | Tổng cộng | Tổng cộng |
| 2013–14               | Qatar SC              | Giải bóng đá vô địch quốc gia Qatar | 25           | 4            | 2                 | 0                 | 4                | 2                | -        | -         | 31        | 6         |
| 2013–14               | Al-Sailiya            | Giải bóng đá vô địch quốc gia Qatar | 12           | 0            | 0                 | 0                 | 0                | 0                | -        | -         | 12        | 0         |
| Tổng cộng             | Hàn Quốc              | Hàn Quốc                            | 45           | 3            | 8                 | 0                 | 4                | 0                | 8        | 0         | 65        | 3         |
| Tổng cộng             | Qatar                 | Qatar                               | 37           | 4            | 2                 | 0                 | 4                | 2                | 0        | 0         | 43        | 6         |
| Tổng cộng sự nghiệp   | Tổng cộng sự nghiệp   | Tổng cộng sự nghiệp                 | 82           | 7            | 10                | 0                 | 8                | 2                | 8        | 0         | 108       | 9         |